# Titan Rain
Titan Rain è il nome in codice che il governo USA diede nel 2003 a una serie di attacchi hacker commissionati dalla Cina che compromisero i sistemi informatici di alcune agenzie del governo degli Stati Uniti e del Regno Unito. L'attacco venne reso pubblico dal governo USA nel 2005; Il Regno Unito ha poi riferito che la campagna è continuata fino al 2007.
Nel dicembre del 2005, il direttore del SANS Institute, un istituto di sicurezza negli statunitense, comunicò che gli attacchi furono per la maggior parte riconducibili al corpo militare cinese che li sferrò con l'intento di ottenere informazioni sui sistemi informatici USA. Gli hacker riuscirono a ottenere l'accesso a molte reti informatiche USA, incluse quelle di Lockheed Martin, Sandia National Laboratories, Redstone Arsenal e della NASA.